# Anochetus targionii
Anochetus targionii é uma espécie de formiga do gênero Anochetus, pertencente à subfamília Ponerinae.